# The Yngwie Malmsteen Collection
The Yngwie Malmsteen Collection es el primer disco recopilatorio del guitarrista sueco Yngwie J. Malmsteen. Fue lanzado en noviembre de 1991. Contiene éxitos de sus primeros trabajos discográficos, de 1984 hasta 1990.

## Lista de temas
| N.º | Título                                  | Letras                     | Música              | Álbum         | Duración |  |
| 1.  | «Black Star»                            | (instrumental)             | Yngwie J. Malmsteen | Rising Force  | 4:53     |  |
| 2.  | «Far Beyond the Sun»                    | (instrumental)             | Malmsteen           | Rising Force  | 5:52     |  |
| 3.  | «I'll See the Light Tonight»            | Jeff Scott Soto, Malmsteen | Malmsteen           | Marching Out  | 4:24     |  |
| 4.  | «You Don't Remember, I'll Never Forget» | Malmsteen                  | Malmsteen           | Trilogy       | 4:29     |  |
| 5.  | «Liar»                                  | Malmsteen                  | Malmsteen           | Trilogy       | 4:07     |  |
| 6.  | «Queen in Love»                         | Malmsteen                  | Malmsteen           | Trilogy       | 4:02     |  |
| 7.  | «Hold On»                               | Joe Lynn Turner, Malmsteen | Malmsteen           | Odyssey       | 5:11     |  |
| 8.  | «Heaven Tonight»                        | Turner, Malmsteen          | Malmsteen           | Odyssey       | 4:06     |  |
| 9.  | «Déjà Vu»                               | Turner, Malmsteen          | Malmsteen           | Odyssey       | 4:17     |  |
| 10. | «Guitar Solo»                           | (instrumental)             | Malmsteen           | Trial by Fire | 10:16    |  |
| 11. | «Spanish Castle Magic» (live)           | Jimi Hendrix               | Hendrix             | Trial by Fire | 6:44     |  |
| 12. | «Judas»                                 | Göran Edman, Malmsteen     | Malmsteen           | Eclipse       | 4:25     |  |
| 13. | «Making Love» (extended guitar solo)    | Edman, Malmsteen           | Malmsteen           | Eclipse       | 6:22     |  |
| 14. | «Eclipse»                               | (instrumental)             | Malmsteen           | Eclipse       | 3:45     |  |